# Emirato de Bari

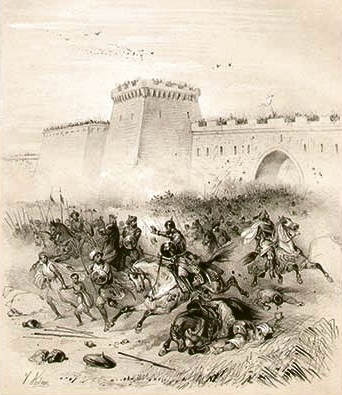
La captura conjunta de Bari por las tropas franco-lombardas bajo la dirección del emperador Luis II en 871.

El emirato de Bari fue un estado árabe de corta duración (emirato) gobernado por no-árabes centrado en la ciudad al sur de Italia de Bari de 847 a 871. Fue el episodio más duradero en la historia del Islam en la Italia peninsular meridional.

## Historia
Bari se convirtió en el objeto de incursiones árabes o bereberes a finales de 840 o principios de 841, cuando fue ocupado brevemente. De acuerdo con Al-Baladhuri, Bari fue conquistado al Imperio Bizantino por Kalfün, un mirwah -quizás un siervo o un esclavo escapado- del emir Aglabí de África. Kalfün (Khalfun) era probablemente de origen berebere, posiblemente del emirato de Sicilia originalmente. La conquista fue vista por los musulmanes contemporáneos como poco importante, ya que fue llevada a cabo por una figura menor sin el apoyo de ningún otro estado musulmán. Sin embargo, el sucesor de Kalfün, Mufarrag ibn Sallam, envió peticiones al califa abasí, al-Mutawakkil, en Bagdad, y su gobernador provincial de Egipto, para el reconocimiento de la conquista con el título de wali, un gobernador mandando sobre una provincia del califato, que le fue concedido. Mufarrag amplió la influencia musulmana y el territorio del emirato.
El tercero y último emir de Bari fue Sawdan, que llegó al poder alrededor de 857 después del asesinato de su predecesor Mufarrag. Invadió las tierras del Principado lombardo de Benevento, obligando al príncipe Adelchis a pagar tributo. En 864 finalmente obtuvo la investidura oficial solicitada inicialmente por Mufarrag. A mediados de la década de 860, un monje franco llamado Bernardo y dos compañeros se detuvieron en Bari en una peregrinación a Jerusalén. Con éxito solicitaron a Sawdan las cartas de salvoconducto para todo el camino a través de Egipto y Tierra Santa. Según el Itinerarium Bernardi, el registro de Bernardo del acontecimiento, Bari, "civitatem Sarracenorum", había pertenecido antes a los "beneventanos."
La Crónica Hebrea de Ahimaaz registra que Sawdan, el último emir de Bari, gobernó sabiamente la ciudad y estuvo en buenos términos con el eminente erudito judío Abu Aaron. Las crónicas monásticas cristianas, sin embargo, retratan al emir como nequissimus ac sceleratissimus: "lo más imposible y lo más perverso". Ciertamente los ataques de los musulmanes contra los cristianos (y los judíos) no cesaron durante el reinado de Sawdan. Hay pruebas de una cultura sofisticada en Bari en este momento. Giosuè Musca sugiere que el emirato era una bendición para la economía regional, y que durante este tiempo prosperó la trata de esclavos, el comercio de vino y el de cerámica. Bajo Sawdan, la ciudad de Bari fue embellecida con una mezquita, palacios y obras públicas.
En 859, Lamberto I de Spoleto se unió a Gerardo, conde de Marsi, Maielpoto, gastald de Telese y Wandelbert, gastald de Boiano, para evitar que Sawdan volviera a Bari después de una campaña contra Capua y Terra di Lavoro. Tras una sangrienta batalla, el emir entró con éxito en su capital.
El emirato de Bari duró el tiempo suficiente para entrar en relaciones con sus vecinos cristianos. Según el Chronicon Salernitanum, los embajadores (legati) fueron enviados a Salerno donde permanecieron en el palacio episcopal, para gran consternación del obispo. Bari también sirvió como refugio para al menos un rival político del emperador Luis II, un hombre de Spoleto que huyó a él durante una revuelta. En 865, Luis, presionado quizás por la Iglesia, siempre incómodo con un Estado musulmán en medio de Italia, emitió una capitular que invitaba a los combatientes del norte de Italia a reunirse en Lucera en la primavera de 866 para un asalto a Bari. Se desconoce, desde fuentes contemporáneas, si esta fuerza alguna vez marchó sobre Bari, pero en el verano de ese año el emperador estaba de gira por la Campania con su emperatriz, Engelberga, y recibiendo fuerte impulso de los príncipes lombardos Adelchis de Benevento, Guaifer de Salerno y Landulfo II de Capua- para atacar nuevamente a Bari.
No fue sino hasta la primavera de 867 cuando Luis tomó medidas contra el emirato. E inmediatamente asedió Matera y Oria, recientemente conquistada, y quemó la primera. Oria era un lugar próspero antes de la conquista musulmana; Barbara Kreutz conjetura así que Matera resistió a Luis mientras que Oria le dio la bienvenida, por lo que la primera localidad fue arrasada. Esto puede haber cortado las comunicaciones entre Bari y Taranto, el otro polo del poder musulmán en el sur de Italia. El emperador estableció una guarnición en Canosa en la frontera entre Benevento y Bari, pero se retiró a la primera en marzo de 868. Es probable que en esta época Luis entrara en negociaciones con el nuevo emperador bizantino, Basilio I. Un matrimonio entre la hija de Luis y el hijo mayor de Basilio, Constantino, probablemente fue discutido a cambio de la ayuda naval bizantina en la toma de Bari. El Chronicon Salernitanum atribuye inconsistentemente la iniciativa para tales conversaciones a Luis y a Basilio.
El ataque conjunto fue proyectado para finales del verano de 869 y Luis permaneció en Benevento hasta junio planificando la operación. La flota bizantina -de cuatrocientas naves si los Annales Bertiniani son de confianza- llegó bajo el mando de Nicetas con la esperanza de que Luis entregara a su hija inmediatamente. Este se negó a hacerlo, aunque sin razón conocida, pero tal vez porque Nicetas se había negado a reconocer su título imperial, ya que Luis más tarde se refiere en una carta al "comportamiento insultante" del comandante. Tal vez, sin embargo, la flota simplemente llegó demasiado tarde en otoño.

En 870 los musulmanes de Bari intensificaron sus incursiones, yendo tan lejos como para devastar la península de Gargano, incluyendo el santuario de Monte Sant'Angelo. El emperador Luis organizó una respuesta, luchando profundamente en Apulia y Calabria pero contorneando centros de población importantes como Bari o Tarento. Unos pocos pueblos aparentemente fueron liberados del control musulmán y las diversas bandas musulmanas encontradas fueron derrotadas. Probablemente alentado por estos éxitos, Luis atacó a Bari con una fuerza terrestre de francos, alemanes y lombardos y ayudado por una flota croata (de Sclavini). En febrero de 871 cayó la ciudadela y Sawdan fue capturado y llevado a Benevento en cadenas. El informe encontró en el De Administrando Imperio de Constantino Porphyrogenitus que dice que los bizantinos desempeñaron un papel importante en la caída de la ciudad es probablemente una invención.

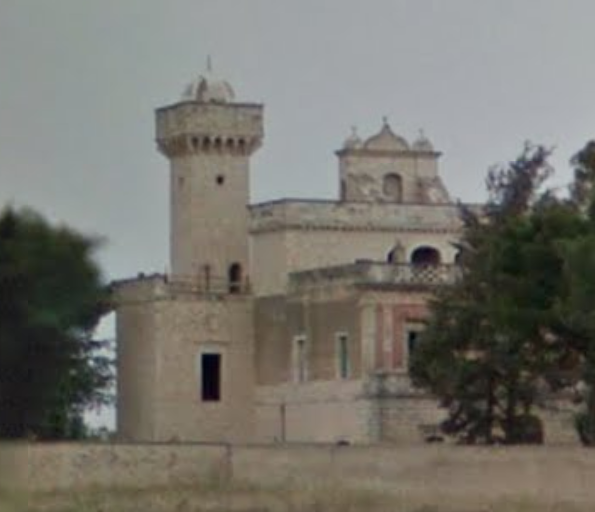
Mezquita abandonada cerca de Parco dei Principi, Bari

## Lista de emires
- Kalfün (Khalfun), 841–c.852
- Mufarrag ibn Sallam, c.852–c.857
- Sawdan (Sawdān), c.857–871